# Prästen
Prästen (en suec el sacerdot)) és una pel·lícula muda sueca dramàtica del 1914 dirigida per Victor Sjöström.

## Repartiment
- Carl Borin
- Egil Eide - Sacerdot
- Justus Hagman - Sacerdot ancià
- William Larsson - pare de Clara
- Richard Lund - Propietari
- Clara Pontoppidan - Maria
- Carlo Wieth - Frans

## Producció
La pel·lícula es va estrenar el 16 de gener de 1914 al cinema Röda Kvarn d'Estocolm. La pel·lícula es va rodar a l'estudi de Svenska Biografteatern a Lidingö amb exteriors probablement de la zona d'Estocolm per Hugo Edlund.